# Cosmopterix beckeri
Cosmopterix beckeri là một loài bướm đêm thuộc họ Cosmopterigidae. Loài này có ở Brasil (Santa Catarina).
Con trưởng thành được sưu tập vào tháng 9. Cánh trước con đực dài 4,4 mm. Tên loài này được đặt theo người sưu tập ra nó, tiến sĩ Vitor Becker, Camacan, Brazil.